# ビッグウイング
『ビッグウイング』は、原作：矢島正雄、作画：引野真二による漫画、またそれを原作としたテレビドラマである。
小学館の漫画雑誌『ビッグコミック』1999年14号（7月25日号）から2005年13号（7月10日号）まで連載された。単行本は小学館ビッグコミックスから全18巻が刊行されている。

## 概要
東京国際空港旅客ターミナルビル（現:第1ビル）「ビッグウイング」の案内カウンター「ツアーデスク」に勤める吉川久美子の奮闘ぶりと周辺の空港利用客や空港職員の人間ドラマを描いた群像劇的な作品で、物語は1-2話完結形式となっている。本作に登場する空港来訪者や搭乗客は何かしら過去のトラウマを抱えており、久美子の“お節介”で励まされ、それぞれの生きていく道を見いだして空港から離れていくという構成が多い。また、青年以上の人物が中心となる話では、バブル経済の後遺症（平成不況）や受験戦争、戦乱、事故など時代に奔走されて不遇な人生を過ごしてきたことを回想（投影）する描写が多用されている。
舞台はあくまでビッグウイングとその周辺（東京都内）であるが、偶発的に久美子が南紀白浜温泉へ一人旅をしたり、関西国際空港へ研修に赴いたりするエピソードが描かれている。久美子が宮﨑へ帰省しようとする時だけ、困っている人にお節介をしてしまい機会を逃してしまう。連載末期には中部国際空港社長が久美子の引き抜きを画策して招聘させるというエピソードも描かれた。
なお、現実の羽田空港旅客ターミナルビルの別称は「ビッグバード」であり、空港施設の運営管理を行う「日本空港ビルデング」に「株式会社ビッグウィング」という同名の旅行代理店業・各種サポート業務を担う子会社が実在する。タイトルに関して「ビッグウイング」の名称使用許可を両社から受けている。
本作の連載終了から約5か月後に、矢島・引野のコンビによる『SORA! -フライトアテンダント物語-』が同じく『ビッグコミック』で連載された。

## 全話タイトル
1. 翼をください
2. サイドウォーク
3. 休憩
4. チケット
5. 社員旅行
6. 人生の価値
7. ステージ
8. 携帯電話
9. グリーンスリーブス
10. ウエディングドレス
11. 聖夜
12. 大晦日
13. ウイニングボール
14. 名女優
15. 定年退職
16. 帰郷
17. ラッキョウ
18. 役者
19. 再会
20. 絵ハガキ
21. ミソ汁
22. 桜花
23. ボクサー
24. 台北発
25. 土産
26. ヒマワリ
27. 靴の跡
28. 合コン
29. ベースキャンプ
30. 花束
31. 坂道
32. ファインダー
33. 銭湯
34. クリスマスケーキ
35. 初陽
36. 母歌
37. 社員食堂
38. 蹉跌
39. 雪舞
40. 命
41. 父親
42. 雛人形
43. 落陽
44. 孫
45. 六月の花嫁
46. 女将
47. 温泉
48. 欠航
49. 本籍
50. けんか屋
51. 花火
52. 母親
53. 背広
54. 花
55. ラストボール
56. 牛肉麺
57. ソバの花
58. 行商
59. 仲間
60. 灯
61. 修学旅行
62. 笑顔
63. 小物入れ
64. 希望退職
65. 名前
66. 家
67. ラスト・フライト
68. 駄菓子
69. 子供
70. 靴
71. ジューン・ブライド
72. 角打ち
73. 喫茶店
74. 山車
75. キャンセル待ち
76. 送迎車
77. 夏休み
78. 葡萄
79. 夜行バス
80. 遠雷
81. カレーライス
82. 借金
83. 初雪
84. アルバム
85. キープスマイリング
86. 夫婦善哉
87. パーソナリティー
88. 肩ぐるま
89. から揚げ
90. 搭乗券
91. 鏡
92. 一輪のバラ
93. ヒーロー
94. 公衆電話
95. 道
96. 親知らず
97. 東京
98. 引退
99. クリスマス・プレゼント
100. お雑煮
101. 雪
102. 富士山
103. バレンタインデー
104. いなり寿司
105. 憧憬
106. エイプリル・フール
107. 転校生
108. 日向夏
109. 母の面影
110. 自分の仕事
111. コロッケパン
112. 菩薩様
113. アサガオ
114. 帰郷
115. つげ櫛
116. 思い出の鍵
117. 愛の力
118. 秋桜
119. 父と子
120. ボランティア
121. 思い出への旅立ち
122. 思い出のシチュー
123. 人生の時計
124. 信じ合う心
125. この街
126. 津波
127. セントレア・前編
128. セントレア・後編
129. 草むしり
130. 二度目の万博
131. 初心
132. 伝説のバーテンダー
133. 伝わる心
134. 愛される久美子

## テレビドラマ
2001年1月12日から2001年3月20日までTBS系列で毎週金曜日21時に全10話が放送された。
脚本には漫画版原作者の矢島が参加しているが、大まかな世界観とツアーデスクの人物設定のみ漫画版を踏襲している。ドラマオリジナルの設定として、TBSで過去に放送された『HOTEL』や『新幹線'97恋物語』のように、主人公たちの上席に当たる支配人（マネージャー）花村が登場している。
9話と最終話を除いて一話完結となっている。各話のプロットはオリジナルであるが、漫画版のプロットに脚色したエピソードも存在する。
実際に羽田空港ターミナルビル内で撮影が行われており、最終便出発後の22時台から始発便出発前の午前5時台にかけて借り切る形で敢行した。

### キャスト
- 吉川久美子（22） - 内田有紀
- 栗山健（25） - 柏原崇
- 江頭冴子（30） - 坂井真紀
- 丸岡玉子（28） - 島崎和歌子
- 花村翔子（55） - 野際陽子
- 小泉正太（32） - 宇崎慧
- 野原直行（33） - 田口浩正
- 沢田美樹（25） - 黒谷友香
- 石黒恵（23） - 藤崎奈々子
- 香山真弓（24） - 真瀬樹里
- 本田枝里（25） - 川津春
- 望月啓三 - 高橋昌也
- 寮母 - あき竹城

#### ゲスト
第1話
- 教師 - 斎藤洋介
- 教え子の母親 - 沢田亜矢子
- 妊婦 - 山田花子

第2話
- 塩見豊 - 川口和久
- 塩見瑛悟 - 遠藤雄弥

第3話
- 大賀真紀子 - 戸田恵子

第4話
- 近藤優子 - 池脇千鶴
- 近藤咲 - 菅井きん

第5話
- 神崎正 - 石田太郎
- 玄海みゆき - 南野陽子
- 玄海竜二 - 玄海竜二

第6話
- 栗山美智代 - 山口果林
- 谷川満 - 青木伸輔
- 谷川政江 - 赤座美代子

第7話
- 小林豊 - 畠中洋
- 多治見 薫 - 河相我聞
- 江藤遥 - かとうれいこ
- 吉野美和 - 秋本奈緒美

第8話
- 大田晋也 - 明石亮太朗
- 八城京子 - 若林しほ

第9話　
- 樋口敦子 - いしだあゆみ（ - 最終話）

最終話
- 尾西妙子 - 中山忍

### スタッフ
- 脚本：矢島正雄、武田百合子
- 音楽：城之内ミサ
- 演出：森田光則、倉貫健二郎、高野英治、富田勝典、松田礼人
- 編成担当：小玉滋彦（TBS）
- 原案協力：瓜生昭成、小室登志和、岩崎美憲（小学館「ビッグコミック」編集部）
- 撮影協力：日本航空、全日空、日本エアシステム、日本空港ビルデング、東京モノレール（第9話のみ）
- プロデューサー：森田光則（ドリマックス・テレビジョン）
- 制作：木下プロダクション（当時、後のドリマックス・テレビジョン、現・TBSスパークル）
- 製作著作：TBS

### 主題歌
- Every Little Thing「Graceful World」
  - 作詞：持田香織 作曲：大谷靖夫

### サブタイトル
| 各話                                                       | 放送日        | サブタイトル                     | 脚本                | 監督       | 視聴率 |
| ---------------------------------------------------------- | ------------- | -------------------------------- | ------------------- | ---------- | ------ |
| Flight 1                                                   | 2001年1月12日 | 大空港・涙の結婚・出産ストーリー | 矢島正雄            | 森田光則   | 13.4%  |
| Flight 2                                                   | 2001年1月19日 | オヤジ、負けんじゃねえぞ!        | 矢島正雄            | 倉貫健二郎 | 14.2%  |
| Flight 3                                                   | 2001年1月26日 | 史上最悪の客がやって来る!?       | 武田百合子          | 富田勝典   | 11.2%  |
| Flight 4                                                   | 2001年2月02日 | 空港はラッキョでパニック!?       | 矢島正雄            | 高野英治   | 10.7%  |
| Flight 5                                                   | 2001年2月09日 | 大空港・命を救った夢芝居!        | 矢島正雄 武田百合子 | 倉貫健二郎 | 9.0%   |
| Flight 6                                                   | 2001年2月16日 | 俺の母ちゃんは世界一!            | 武田百合子          | 富田勝典   | 10.7%  |
| Flight 7                                                   | 2001年2月23日 | 恋人たちの出逢いと別れ…!?        | 武田百合子          | 松田礼人   | 9.4%   |
| Flight 8                                                   | 2001年3月02日 | ああ涙! 母子、八年目の再会       | 武田百合子          | 高野英治   | 11.9%  |
| Flight 9                                                   | 2001年3月09日 | お母さん、負けないで!            | 武田百合子          | 富田勝典   | 11.7%  |
| Final Flight                                               | 2001年3月16日 | はじめて知った母の愛             | 武田百合子          | 倉貫健二郎 | 11.2%  |
| 平均視聴率 11.3%（視聴率は関東地区・ビデオリサーチ社調べ） |               |                                  |                     |            |        |

### その他
- ドラマの本放映前後には、日本空港ビルデングの協力により、荷物を運ぶプッシュカートや壁面の広告スペース、また案内表示の裏側など、本来広告掲出できない場所にも｢ビッグウイング｣のポスターやステッカー、POP掲示による大規模プロモーションが行われた。
- 島崎和歌子演じる丸岡玉子は口ぐせで「レディーゴー！」を連発しているが、これは演出担当のスタッフが、島崎が司会を務める同局の改編期特番『オールスター感謝祭』のファンだったためにセリフに加えたものである（番組内でクイズの回答やアンケートを開始する際の掛け声として島崎ら司会者が言う）。
- 作中時折航空便の離着陸シーンが流れるが、ほとんどの場合離着陸時刻、発着地、便名（放映された2001年当時の時刻表。ちなみに登場便は全日空便が一番多く、日本エアシステム便・チャイナ・エアライン便が共に2回、日本航空便が1回であった）がタイプライター式でテロップ表示されていた。
- 本放送以来、再放送およびビデオ化、DVD化はされていない。